# Гіоргі Парпалія
Гіоргі Парпалія (нар. 21 червня 1986) — грузинський футболіст, захисник.

## Життєпис
Футбольну кар'єру розпочав у Грузії. У 2008 році переїхав до України, де спочатку виступав за «Зорю-2» у чемпіонаті Луганської області (1 матч). У серпні 2008 року перейшов до «Десни». Дебютував у футболці чернігівського клубу 6 серпня 2008 року в переможному (3:1) домашньому поєдинку 2-го попереднього раунду кубку України проти білоцерківського «Арсеналу». Гіоргі вийшов на поле в стартовому, а на 53-ій хвилині його замінив Сергій Кучеренко. У Першій лізі України дебютував 23 серпня 2008 року в програному (2:3) виїзному поєдинку 6-го туру проти київської «Оболоні». Парпалія вийшов на поле на 63-ій хвилині, замінивши Олександра Гребінюка. Загалом у сезоні 2008/09 років зіграв 2 поєдинки, по 1-му в Першій лізі та кубку України.
1 липня 2009 року перебрався в «Колхеті». У команді відіграв 5 сезонів. 1 серпня 2014 року залишив клуб з Хоті. За півроку так і не зміг знайти нової команди, тому вирішив закінчити кар'єру футболіста.